# Celle (huyện)
Celle (/ˈtsɛlə/) là một huyện (Landkreis) ở Niedersachsen, Đức. Các đơn vị giáp ranh (từ phía bắc theo chiều kim đồng hồ) là: các huyện Uelzen, Gifhorn, Hanover và Soltau-Fallingbostel. 

## Địa lý
Huyện tọa lạc ở the cực nam của Lüneburg Heath (Lüneburger Heide). Sông Aller River chảy vào huyện ở phía đông, chảy qua thị xã Celle và rời hiyện ở hướng tây bắc.

## Các thị xã và đô thị
| Thị xã | Samtgemeinden | Samtgemeinden |
| --- | --- | --- |
| 1. Bergen 2. Celle Đô thị tự do 1. Faßberg 2. Hambühren 3. Hermannsburg 4. Unterlüß 5. Wietze 6. Winsen Unincorporated area 1. Lohheide | - 1. Eschede 1. Eschede1 2. Habighorst 3. Höfer 4. Scharnhorst - 2. Flotwedel 1. Bröckel 2. Eicklingen 3. Langlingen 4. Wienhausen1 | - 3. Lachendorf 1. Ahnsbeck 2. Beedenbostel 3. Eldingen 4. Hohne 5. Lachendorf1 - 4. Wathlingen 1. Adelheidsdorf 2. Nienhagen 3. Wathlingen1 |
| | 1thủ phủ của Samtgemeinde | |